# دبليو 38 (قنبلة نووية)
دبليو 38 هو رأس حربي نووي حراري أمريكي استخدم في عام 1961 وتم الإستغناء عنه في منتصف الستينات كرأس حربي. تم تشييده لأول مرة عام 1961 وكان في الخدمة من عام 1961 إلى عام 1965.